# Monti della Penžina
I monti della Penžina (in russo Пенжинский хребет, Penžinskij chrebet?) sono una catena montuosa della Russia estremo-orientale situata nel territorio della Kamčatka.

## Geografia
La catena montuosa si trova tra la baia della Penžina e la valle del fiume omonimo da un lato e la depressione del Parapol'skij dol dall'altro, e corre parallela a nord-ovest ai monti dei Coriacchi. La catena è lunga circa 420 km e alta fino a 1 059 m. È sezionata dalle valli fluviali del bacino della Penžina. La vegetazione è scarsa a causa di forti e frequenti gelate, e venti costanti; sui pendii (fino a un'altitudine di 300-700 m) cresce il pino nano siberiano, ad altezze superiori c'è la tundra erbacea lichenica. Le montagne sono composte da rocce effusive, arenaria e scisti.